# Vellalur
Vellalur là một thị xã panchayat của quận Coimbatore thuộc bang Tamil Nadu, Ấn Độ.

## Nhân khẩu
Theo điều tra dân số năm 2001 của Ấn Độ, Vellalur có dân số 17.294 người. Phái nam chiếm 50% tổng số dân và phái nữ chiếm 50%. Vellalur có tỷ lệ 64% biết đọc biết viết, cao hơn tỷ lệ trung bình toàn quốc là 59,5%: tỷ lệ cho phái nam là 70%, và tỷ lệ cho phái nữ là 59%. Tại Vellalur, 8% dân số nhỏ hơn 6 tuổi.